# レッグ・レイズ
レッグ・レイズ(leg raise)は、ウエイトトレーニングの種目の一つ。
腹直筋下部を主に鍛える。腹直筋上部にも負荷がかかる。重い負荷で行う場合は腹筋台などで傾斜をつけて行う。

## 概要
レッグ・レイズ系のエクササイズは腹筋のトレーニングにあまり効果的でないという誤解がある。股関節屈筋群が働くためであるが、それは動作の初期段階で関与するだけで、その後の可動域では、脚を上げ骨盤帯を回旋させることに腹筋が主要な役割を果たす。したがって、レッグ・レイズ系のエクササイズも腹筋を鍛えるのに非常に効果的である。
脚を胸に近づけることよりも、骨盤を回旋させることを意識して行う。エクササイズの最中は足を床につけてはならない。腹筋ではなく股関節の屈筋群を使うことになり、下腹部への負荷が減ってしまうからである。

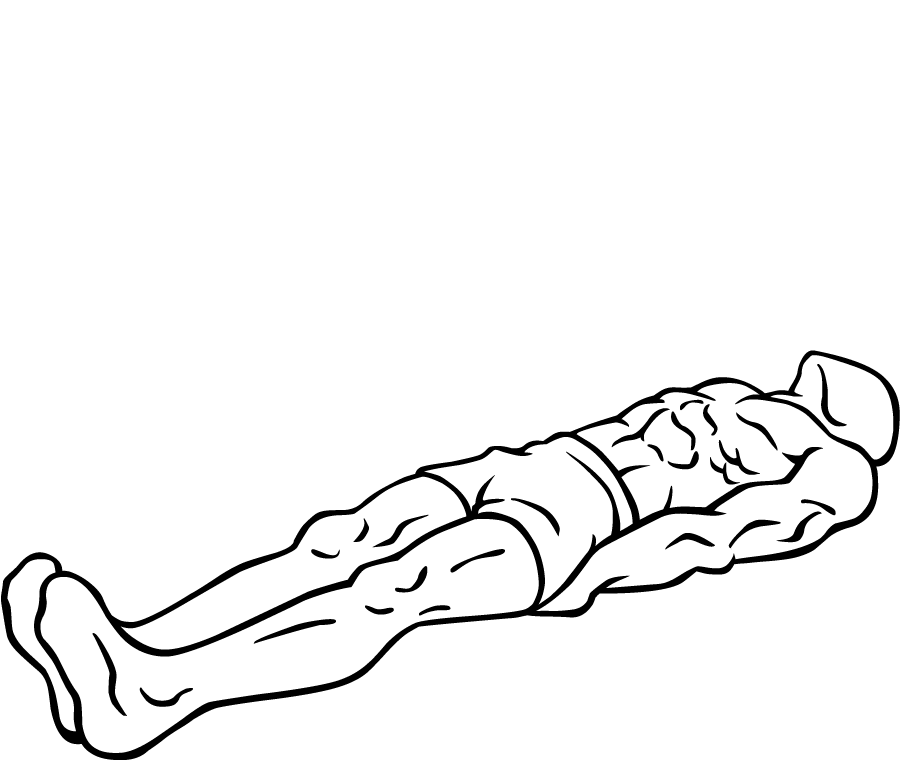
ライイング・レッグ・レイズ(スタート)

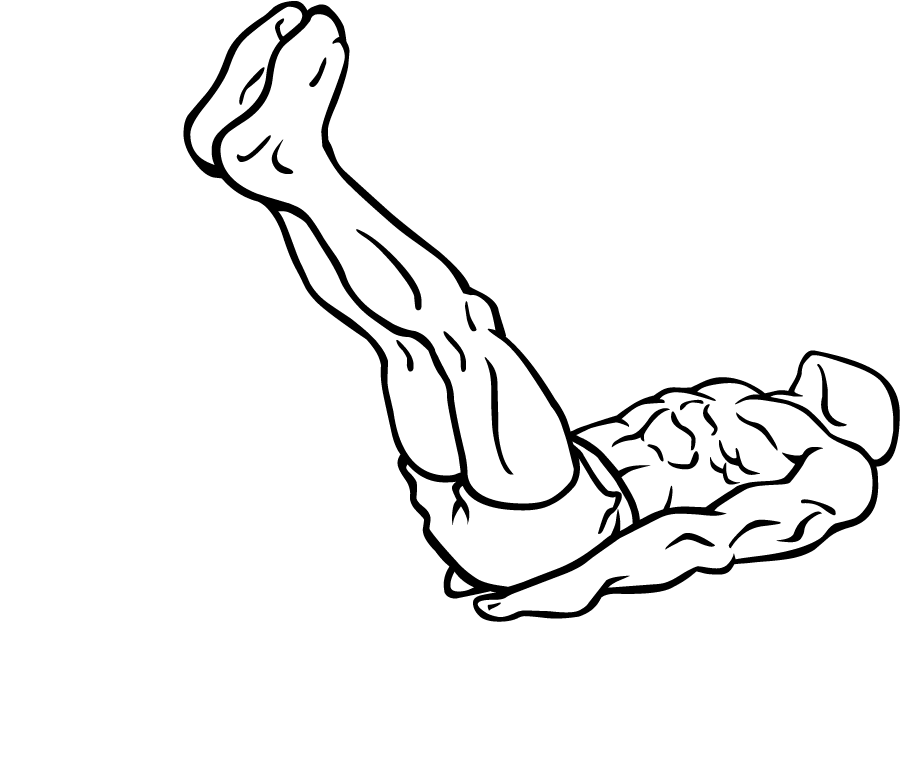
ライイング・レッグ・レイズ(フィニッシュ)

## 具体的動作

### シーテッド・レッグ・レイズ
1. ベンチに浅く腰かけて、両手を腰の後ろに回してベンチを持つ。脚全体を空中に浮かせて上体を後ろに傾け、スタート・ポジションの構えをとる。
2. 息を吸いながら膝・股関節を直角に曲げてくる。
3. 膝を曲げてくる反動を利用しないように下腹部の筋肉に意識を集中させ、骨盤帯を回旋させる。
4. 膝をなるべく胸に近づけていき下腹部の筋肉を十分に収縮させる。
5. 息を吐きながら元の姿勢に戻る。
6. 2~5を繰り返す。

膝を伸ばして行うと負荷が増す。

### ライイング・レッグ・レイズ
シーテッド・レッグ・レイズより負荷がかかるエクササイズである。
1. 床に仰向けになって両手を腰の下に置く。脚全体を空中に浮かせてスタート・ポジションの構えをとる。
2. 息を吸いながら膝・股関節を直角に曲げてくる。
3. 膝を曲げてくる反動を利用しないように下腹部の筋肉に意識を集中させ、両手で床を押すようにして尻を持ち上げる。
4. 骨盤帯を床から持ち上げたら、膝を胸に近づけていき、さらに腰椎を屈曲させていく。
5. 息を吐きながら元の姿勢に戻る。
6. 2~5を繰り返す。

### インクライン・レッグ・レイズ
ライイング・レッグ・レイズより負荷がかかるエクササイズである。
1. 傾斜をつけたシットアップボードに頭が高くなるように仰向けになって両手でハンドルを持つ。脚全体を空中に浮かせてスタート・ポジションの構えをとる。
2. 息を吸いながら膝・股関節を直角に曲げてくる。
3. 膝を曲げてくる反動を利用しないように下腹部の筋肉に意識を集中させ、尻を持ち上げる。
4. 骨盤帯を床から持ち上げたら、膝を胸に近づけていき、さらに腰椎を屈曲させていく。
5. 息を吐きながら元の姿勢に戻る。
6. 2~5を繰り返す。

### サポート・レッグ・レイズ
インクライン・レッグ・レイズより負荷がかかるエクササイズである。
1. レッグ・レイズ用の器具の上に上がり、両肘をパッドの上にのせ、両手はハンドルを握って構える。
2. 息を吸いながら膝・股関節を直角に曲げてくる。
3. 膝を曲げてくる反動を利用しないように下腹部の筋肉に意識を集中させ、骨盤帯を回旋させる。
4. 膝をなるべく胸に近づけていき下腹部の筋肉を十分に収縮させる。
5. 息を吐きながら元の姿勢に戻る。
6. 2~5を繰り返す。

膝を伸ばして行うと負荷が増す。

### ハンギング・レッグ・レイズ
サポート・レッグ・レイズより負荷がかかるエクササイズである。
1. 足が届かない高さのバーにぶら下がり、体幹を安定させる。
2. 息を吸いながら膝・股関節を直角に曲げてくる。
3. 膝を曲げてくる反動を利用しないように下腹部の筋肉に意識を集中し、骨盤帯を回旋させる。
4. 膝をなるべく胸に近づけていき下腹部の筋肉を十分に収縮させる。
5. 息を吐きながら元の姿勢に戻る。
6. 2~5を繰り返す。

膝を伸ばして行うと負荷が増す。